# Lamina Peak
Lamina Peak är en bergstopp i Antarktis. Den ligger i Västantarktis. Argentina, Chile och Storbritannien gör anspråk på området. Toppen på Lamina Peak är 1 280 meter över havet.
Terrängen runt Lamina Peak är huvudsakligen kuperad, men österut är den platt. Trakten är obefolkad. Det finns inga samhällen i närheten.